# Хамминкельн
Ха́мминкельн (нем. Hamminkeln) — город в Германии, в земле Северный Рейн-Вестфалия.
Подчинён административному округу Дюссельдорф. Входит в состав района Везель. Население составляет 27 711 человек (на 31 декабря 2010 года). Занимает площадь 164,44 км². Официальный код — 05 1 70 012.

## Городские районы
Город подразделяется на 7 районов. Центральное значение имеют собственно Хамминкельн (Hamminkeln) (около 6700 жителей) и Рингенберг (Ringenberg) (около 1800 жителей). Важными районами являются также Дингден (Dingden) (7100 жителей), Мерхог (Mehrhoog) (6300 жителей). Другие районы имеют меньшее значение: Брюнен (Brünen) с подчинённым посёлком Мариенталь (4100 жителей), Лойкум (Loikum) (800 жителей) и Вертербрух (Wertherbruch) (1050 жителей).

## История
Река Иссель уже с римских времён была естественной границей территории Хамминкельна. Римляне соорудили здесь дополнительно пограничные валы, которые ныне отождествляются с клеверским ландвером (Klever Landwehr). Во времена великого переселения народов (около 350 года) река Исель (Issel) служила границей между христианскими франками на западе и саксонцами на востоке. По реке проходила граница христианизации немецких племён. Только в 779 году эту религиозную границу пересёк со своими войсками Карл Великий, вторгшийся в пределы саксонских территорий. Считается. что это событие произошло в районе между современными Дингденом и Лойкумом. Согласно Верденскому договору 843 года река Иссель вновь стала границей новых государственных образований: восточная часть отошла к Восточно-Франкскому королевству Людовика II Немецкого, а западная вошла в состав Срединного королевства Лотаря I. Впервые Хамминкель документально упомянут в 946 году как «Хамвинкиле» (Hamwinkile).)